# Die Schachpartie
Die Schachpartie ist der Titel eines Gemäldes des niederländischen Malers Lucas Hugensz. van Leyden aus der Zeit der Renaissance um 1508. Es gehört seit 1874 zum Bestand der heutigen Berliner Gemäldegalerie und wird in den Räumen der Gemäldegalerie im Berliner Kulturforum ausgestellt.

## Bildinhalt und Interpretation
Das Bild misst im Querformat 27 × 35 cm und ist von dem Künstler mit Ölfarbe auf einer Eichenholztafel ausgeführt worden. Das Gemälde zeigt eine junge Frau und einen Mann, die eine Partie Schach spielen. Das Spielbrett weist acht mal zwölf Felder auf und deutet daher auf die Schachspielvariante Kurierspiel hin, die seit dem 13. Jahrhundert verbreitet war. Beobachtet wird die Szene von sieben Zuschauern, darunter eine auffällige Frau mit einer leuchtend weißen Kopfhaube. Diese Sonderform des Schachspiels wurde in der damaligen Zeit als Metapher für das Liebesspiel und die Liebe aufgefasst. Das Bild gilt als eines der ersten Beispiele flämischer Genremalerei.
Die rechts sitzende junge Frau spielt schwarz und wird von einem Mann, wahrscheinlich ihrem Vater, beraten. Ihr gegenüber spielt ihr potenzieller zukünftiger Ehemann mit den weißen Figuren, zeigt aber einen abgewandten Gesichtsausdruck mit zusammengekniffenen Augen. Einige der auf und neben dem Spielbrett dargestellten Schachfiguren sind zwar heute teilweise nicht mehr identifizierbar, da sich im Laufe der Jahrhunderte die Figuren stark verändert haben, doch eine moderne Analyse der Figurenposition dieses Spiels kommt zu dem Schluss, dass Schwarz diese Partie gewinnen könnte, zumal die Frau dabei ist, mit einem Turm dem Gegner Schach zu bieten.

## Provenienz
Van Leydens Schachpartie kam durch Kauf im Jahre 1874 mit der Sammlung Suermondt in den Bestand der Berliner Gemäldegalerie und trägt die Inventarnummer 574 A.